# Oostwaarts (Couperus)
Oostwaarts is een verzameling van 41 reisbrieven van Louis Couperus. De brieven verschenen eerder min of meer wekelijks in de Haagse Post.

## Eerste uitgave
Oostwaarts was de eerste uitgave van de later zo succesvolle Uitgeverij H.P. Leopold in 's-Gravenhage. Het boek bevat een foto van Louis Couperus die op 4 juni 1921 door Emil Otto Hoppé in Londen werd gemaakt.
De oorspronkelijke uitgave werd in een oplage van 3000 stuks gedrukt op basis van de nog door Couperus gecontroleerde drukproeven. Toen het boek uitkwam, was de schrijver al overleden.
In de introductie schrijft uitgever Salomon Frederik van Oss dat Couperus nog een voorwoord had willen schrijven, maar dit, zo heet het, "vloeide nooit uit zijn pen". Het boek was geïllustreerd met foto's van Nederlands-Indië, ter vervanging van de in de post zoekgeraakte foto's die Couperus zelf op Java van Thilly Weissenborn (1889-1964) had gekocht. Het op de titelpagina genoemde jaar van publicatie is misleidend: daar staat 1924, maar het boek lag al in 1923 in de boekhandel.
Oostwaarts bevat alleen de reisbrieven die op de boot tijdens de heenreis en in Nederlands-Indië werden geschreven. De ontbrekende reisbrieven uit China en Japan verschenen later in Nippon. De eerste uitgave mist ook de door Couperus gemaakte noten en het boek bevat een slordige en onvolledige index.
De inhoud van het boek wijkt af van de afleveringen van de Haagse Post, omdat de redactie de reisbrieven heeft ingekort wanneer daar te weinig plaats voor was. De tekst in het boek komt wel overeen met Couperus' manuscripten.
Op de band en papieren stofomslag van Oostwaarts, beide ontworpen door Tjipke Visser (1876-1955), is een wajangpop afgebeeld.
Een Engelse vertaling van de reisbrieven verscheen in 1924 bij Hurst & Blackett in Londen onder de titel Eastward. Deze vertaling werd ook, nog in hetzelfde jaar, in New York uitgebracht door George H. Doran Company. Beide edities bevatten alle foto's van de oorspronkelijke uitgave. De Engelse vertaling werd gemaakt door Jacobine Menzies-Wilson en C.C. Crispin.
Een Duitse vertaling verscheen in 1926 als Unter Javas Tropensonne bij de Deutsche Buch-Gemeinschaft in Berlijn. De Duitse vertaling was van Else Otten (1873-1931) en de inleiding werd geschreven door Heinz Karl Heiland (1876-1932). In dit boek werden 12 foto's afgedrukt die niet in de Nederlandse uitgave waren opgenomen. De tekst wijkt sterk af van wat Couperus geschreven heeft. Van het eerste hoofdstuk zijn twintig pagina's weggelaten. In plaats van 43 hoofdstukken telt deze vertaling er slechts 22. De laatste twee Nederlandse hoofdstukken werden door de Duitse uitgever geschrapt.
Het werk van Louis Couperus werd in Engeland, Duitsland en Amerika geregeld vertaald en uitgegeven. Hij verkocht in het buitenland meer boeken dan in Nederland, waar Couperus na 1900 niet langer populair was. Het boek werd pas in de jaren vijftig heruitgegeven in de eerste uitgave van Couperus' Verzamelde Werken. Deze uitgave was niet zonder fouten en omissies. In 1971 verscheen een vereenvoudigde en kleinere herdruk.
Pas in 1992 verscheen een wetenschappelijk verantwoorde uitgave van Oostwaarts. Deze werd bij L.J. Veen uitgeven als deel 45 van de Volledige Werken van Louis Couperus.

## Totstandkoming
Louis Couperus kreeg in 1922 een bijzonder aanbod van Salomon Frederik van Oss (1868-1949), de eigenaar van de Haagse Post. Wilde hij (met zijn echtgenote) als "speciale correspondent" van de Haagse Post naar Nederlands-Indië, China en Japan reizen en daarover in reisbrieven verslag doen? De hoofdredacteur en de schrijver werden het niet dadelijk eens over het geld dat daarmee gemoeid was.
Uiteindelijk kwamen zij een honorarium van ƒ 10.000 en nog eens ƒ 20.000 als onkostenvergoeding overeen. Het contract noemt een reisbedrag van ƒ 15.000.
De Haagse Post betaalde dus alle reis- en verblijfkosten, de schrijver moest als tegenprestatie een niet nader bepaald aantal reisbrieven schrijven en afbeeldingen, foto's of ansichtkaarten verzamelen. Deze moesten aangetekend naar Nederland worden verstuurd. De schrijver had recht op de helft van de winst die op de uitgave zou worden gemaakt.
De uitgever had eerder reisbrieven van Couperus uit Afrika gepubliceerd en had dus ervaring met de schrijver, die bekendstond als een harde werker.

## De reis en de reisbrieven
Het echtpaar Couperus vertrok op 1 oktober 1921 met een Nederlandse mailboot, de Prins der Nederlanden. De reder had de schrijver en zijn vrouw een luxe cabine met badkamer ter beschikking gesteld. Drie weken later was de eerste, in Genua geposte reisbrief in de Haagse Post te lezen. Couperus genoot van de reis, van het goede weer en de plezierige medepassagiers.
De reis voerde via Southampton langs Gibraltar naar Genua en vervolgens via de Straat van Messina naar Port Said en door het Suezkanaal. Na een stop in Colombo op Ceylon, waar Couperus een oud Nederlands kerkje bezocht, kwam het schip in Belawan op Sumatra aan. Couperus beschreef de haven, de stad Medan en de streek Deli uitvoerig.
Couperus was opgegroeid in een familie die zich had toegelegd op het "Binnenlands Bestuur" van de koloniën en was net als zijn vrouw een achterkleinkind van waarnemend gouverneur-generaal Abraham Couperus. Ook zijn vader John Ricus Couperus en schoonvader Jan Carel Willem Ricus Theodore Baud waren koloniale bestuurders geweest. Hij had nog veel contacten en ook familie in Indië. Hij logeerde dan ook vaak bij hooggeplaatste Nederlandse koloniale bestuurders. In de eerste brieven uit Sumatra gaat Couperus uitgebreid in op de oliewinning door de Shell, de aanleg van havens en de tabaksindustrie. De rubberindustrie lijdt na overproductie tijdens de Eerste Wereldoorlog onder een "malaise". Couperus gaat in de eerste brieven uitgebreid in op de werklust en ondernemingsgeest van de Nederlanders en hij laakt de Oosterse sereniteit en passiviteit als contrast.
Over de Nederlanders schrijft hij: "Het is of zij niet willen bukken voor het klimaat, dat ons aller vijand hier is. Het is of hun wêerstandsvermogen verdubbeld is, ook al beult de warmte hun lichaam, hun geest hier af. Zoo werken zij allen: de ambtenaar in zijn sfeer, de planter in de zijne en hunne vrouwen, vooral die der hoofdambtenaren – zij is dikwijls de particuliere secretaresse van haar man – werken niet minder hard in de hàre. Ik breng mevrouw Harloff hier als vertegenwoordiger harer dappere zusters de hulde van mijn bewondering".
Over de inlanders schrijft hij: dat zij door ‘hunne beschouwende, ietwat op één punt starende mentaliteit geen initiatief-nemers zijn" en "er tegen op zien verantwoordelijkheid te dragen".
De eerste brieven maken sterk de indruk geschreven te zijn door een betaald, en daardoor niet onpartijdig, correspondent. De schrijver die bij Nederlanders logeerde, hun auto's mocht lenen voor tochten en in de paleizen en ambtswoningen van de residenten en controleurs logeerde en dineerde, kon niet vrij en kritisch schrijven.
Couperus is niet kritisch over het koloniale bewind, zoals hij zich in al zijn werk weinig politiek bewust toont. Hij roemt de Nederlandse initiatieven en diskwalificeert de eerste Indonesische voorstanders van onafhankelijkheid. Hij spreekt over de "reorganisatie" van de revolutie, door de ophitsing van slechts ten dele ontwikkelde volksleiders. In het boek worden vervolgens "Dr. Tjipto Mangoon Koesomo, Hadji Misbach, en Douwes Dekker" als de "revolutionaire elementen" genoemd. Over de pas geïnstalleerde Volksraad schrijft hij laatdunkend.
Couperus geeft daarentegen wel veel antropologische beschrijvingen van woningen, kleding en adat. De beschrijvingen van de overweldigende natuur nemen eveneens veel plaats in in Oostwaarts. Op Java, waar hij als kind had gewoond, waren zijn beschouwingen eerder melancholiek en soms ronduit gedesillusioneerd: al het oude is nagenoeg verdwenen.
Het tweede deel van zijn bezoek aan Java verliep ongelukkig. In Soerabaja, waar hij uit eigen werk zou voordragen, werd de verfijnde estheet vijandig ontvangen. Er werd veel over zijn veronderstelde verwijfdheid geroddeld en er waren insinuaties over zijn vermeende homoseksualiteit. De Indische kranten schreven zeer negatief over hem en zijn voordrachtskunst.
In de reisbrieven worden deze onaangenaamheden en wat zich in Soerabaja voordeed nergens genoemd. Couperus spreekt zich alleen uit over de "Pest der Hoonpers" en de "pas van de schoolbanken weggeloopen 'redacteuren'". Soerabaja wordt een "vuile stad vol pretentie en zucht naar geld" genoemd.
Op Java gaat Couperus uitgebreid in op het landschap, de vulkanen en het Pendjaloe-meer met het heilige eiland Noesa-Gedeh. Hij beschrijft ook een vorstelijk huwelijk in de kraton van Pakoeboewono X van Soerakarta, de heerser van Djokjakarta. Over deze Indische vorst schrijft Couperus zonder terughoudendheid: hij noemt hem een "verwend kind" en laakt zijn gebrek aan stijl en contenance.
Op Bali valt de architectuur Couperus wat tegen. Hij looft het idyllische landschap en de schoonheid van de (jonge) vrouwen met hun onbedekte boezem. Over de kunst merkt hij op dat de kleuren grof zijn en hij op dit strikt hindoeïstische eiland de Boeddhafiguren mist. In de kraton, het paleis van de "Stedehouder" Goesti Bagoes Djilantik in Karang-Assem, vallen vooral vuil, verval en een maandenlang op crematie wachtend gebalsemd lijk op. Couperus beschrijft ook de welig bloeiende datura of katjoeboeng. Deze klokvormige bloemen noemt hij de bloem der heksen en hij gaat uitgebreid in op de toepassing van de bloem in de hekserij. Wederom komt de "stille kracht" ter sprake, de magie of "elmoe" waarin volgens Couperus iedere inlander gelooft. Hij schrijft ook zelf in deze oosterse magie te geloven.